# 1828
1828 (MDCCCXXVIII) byl rok, který dle gregoriánského kalendáře započal úterým.

## Události
- 18. ledna – Bavorsko a Württembersko vytvořily celní unii.
- 10. února – Byla ukončena Rusko-perská válka.
- 20. dubna – Francouzský cestovatel René Caillié jako první Evropan vstoupil do města Timbuktu.
- 26. dubna – Ruský car Mikuláš I. vyhlásil válku Turecku.
- 26. května – V Norimberku byl nalezen Kašpar Hauser, tzv. vlčí dítě.
- 23. června – Při převratu v Portugalsku na trůn usedl Michal I. a zrušil dosavadní ústavu.
- 5. července – Ruská armáda dobyla turecké město Kars.
- 25. září – Byl spáchán pokus o atentát na Simona Bolívara
- 3. prosince – V amerických prezidentských volbách zvítězil senátor z Tennessee Andrew Jackson, první prezident z tzv. jižanských států.
- V Petrozavodsku bylo zřízeno pravoslavné biskupství.
- Uruguay získala nezávislost.
- Byly založeny Vítkovické železárny.
- V Praze začal vycházet německý deník Bohemia.

### Probíhající události
- 1817–1864 – Kavkazská válka
- 1821–1829 – Řecká osvobozenecká válka
- 1826–1828 – Rusko-perská válka
- 1828–1829 – Rusko-turecká válka

## Vědy a umění
- 17. listopadu – Premiéra baletu Marná opatrnost v pařížské Opeře na hudbu Louise-Ferdinanda Hérolda
- 14. prosince – Ve Stavovském divadle měla premiéru opera Františka Škroupa Oldřich a Božena.
- Švédský chemik Jöns Jacob Berzelius objevil chemický prvek thorium.
- Ruský botanik Friedrich Ernst Ludwig von Fischer popsal rod kryptokoryna.
- Britská paleontoložka Mary Anningová objevila kostru pterodaktyla.
- Německý chemik Friedrich Wöhler vyrobil močovinu. Byl to první případ umělé syntézy organické sloučeniny.

## Narození

### Česko

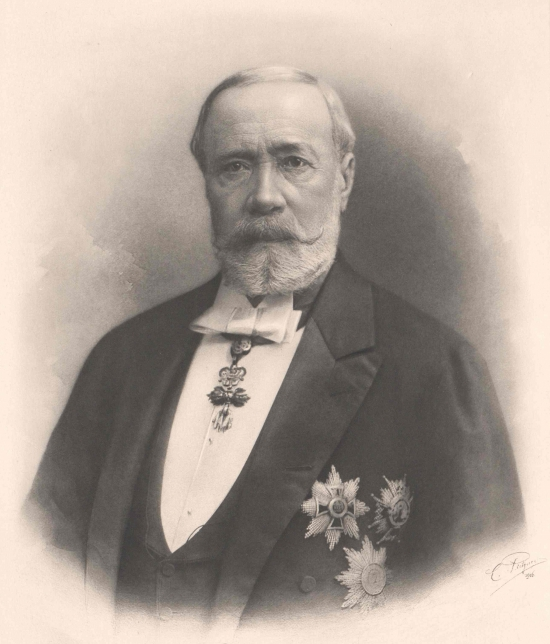
Jan Harrach (* 2. listopadu)

- 2. února – Josef Porkert, průmyslník († 27. dubna 1895)
- 28. února – Jan Ladislav Mašek, pedagog († 9. ledna 1886)
- 6. března – Josef Klimeš, starosta Chrudimi a poslanec († 11. května 1900)
- 11. března
  - Alois Krása, novinář a politik († 12. března 1900)
  - Gustav Adolf Lindner, pedagog († 16. října 1887)
  - Jakub Škarda, právník a politik († 31. prosince 1894)
- 28. března – Václav Hodek, novinář, politický vězeň († 22. ledna 1886)
- 12. dubna – Giovanni Kminek-Szedlo, italský egyptolog českého původu († 24. listopadu 1896)
- 21. dubna – Ignatius Krahl, opat kláštera v Oseku u Duchcova († 19. listopadu 1886)
- 23. dubna – Rudolf Skuherský, matematik († 9. října 1863)
- 9. května – Jan Kratochvíle, právník, novinář a politik († 28. srpna 1880)

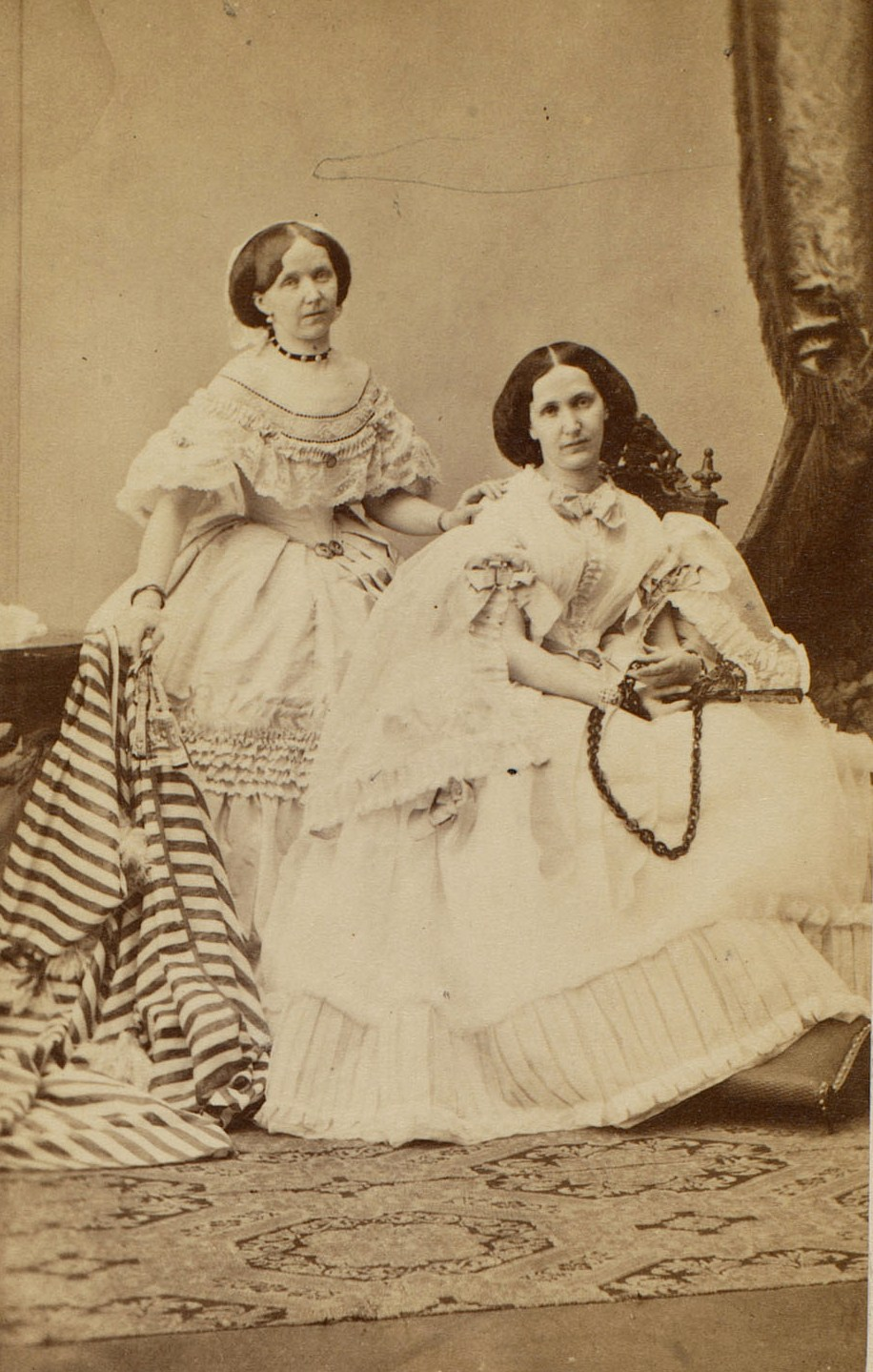
Klotylda Clam-Gallasová, vpravo (* 26. června)

- Klotylda Clam-Gallasová, vpravo (* 26. června) 29. května – Ivan Bohdan Staněk, chemik, politik, básník a novinář († 23. května 1868)
- 10. června – Ferdinand Špička, brněnský děkan († 3. června 1902)
- 26. června – Klotylda Clam-Gallasová, česko-rakouská šlechtična a kněžna z Ditrichštejna († 31. října 1899)
- 27. června – Pavel J. Šulc, spisovatel a překladatel († 12. října 1897)
- 17. července – Quido Mánes, malíř († 5. srpna 1880)
- 8. srpna – Vavřinec Svátek, advokát a politik († 21. srpna 1910)
- 25. srpna – Ludwig von Schwarzenfeld, poslanec Českého zemského sněmu († 25. ledna 1892)
- 20. září – Václav Novotný, učitel a hudební skladatel († 12. července 1895)
- 30. září – Karel Schwarz, poslanec Českého zemského sněmu, biskup pražský († 21. dubna 1891)
- 8. října – František Chalupa, malíř († 16. dubna 1887)
- 2. listopadu – Jan Harrach, politik, mecenáš a podnikatel († 12. prosince 1909)
- 10. listopadu
  - Konrad Bayer, šachový skladatel německé národnosti († 21. září 1897)
  - Franz Jordan, podnikatel a politik německé národnosti († 9. prosince 1884)
- 30. listopadu – Bohuslav Kroupa, malíř, pedagog, cestovatel a spisovatel († 23. června 1912)
- 2. prosince – Antonín Skočdopole, budějovický kanovník a profesor teologie († 16. ledna 1919)
- 14. prosince – Josef Kamil Alois Böhm, sochař († 26. ledna 1862)
- 24. prosince – Emanuel Tuschner, politik, starosta Plzně († 1. května 1882)

### Svět

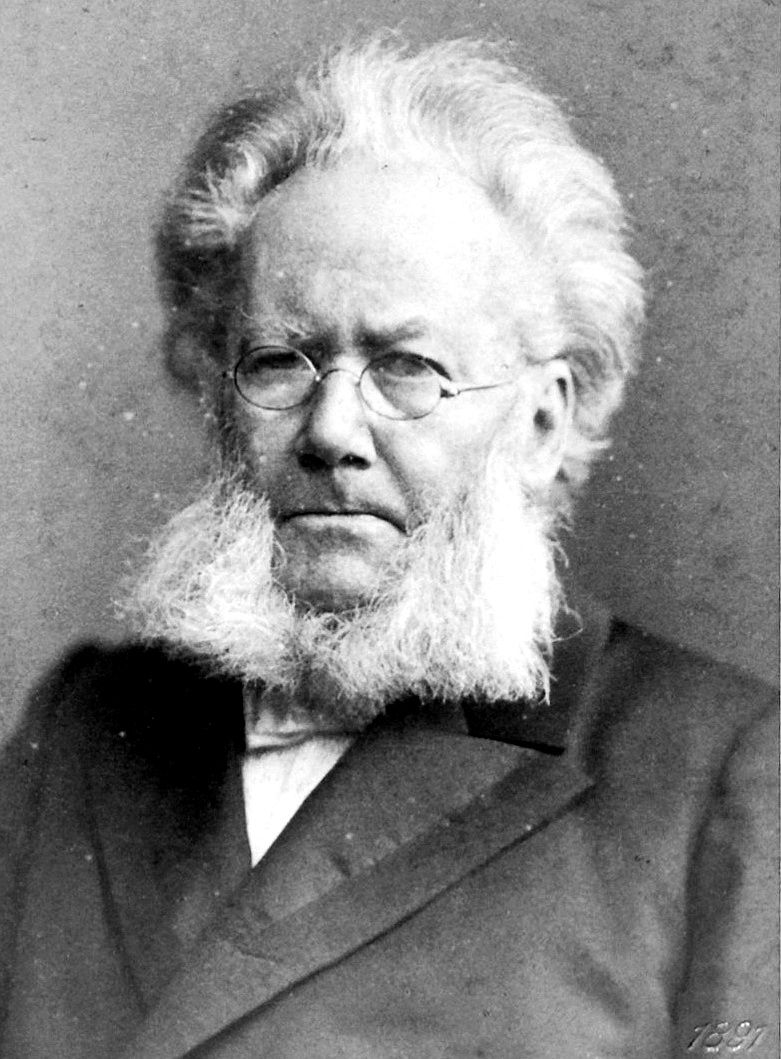
Henrik Ibsen (* 20. března)

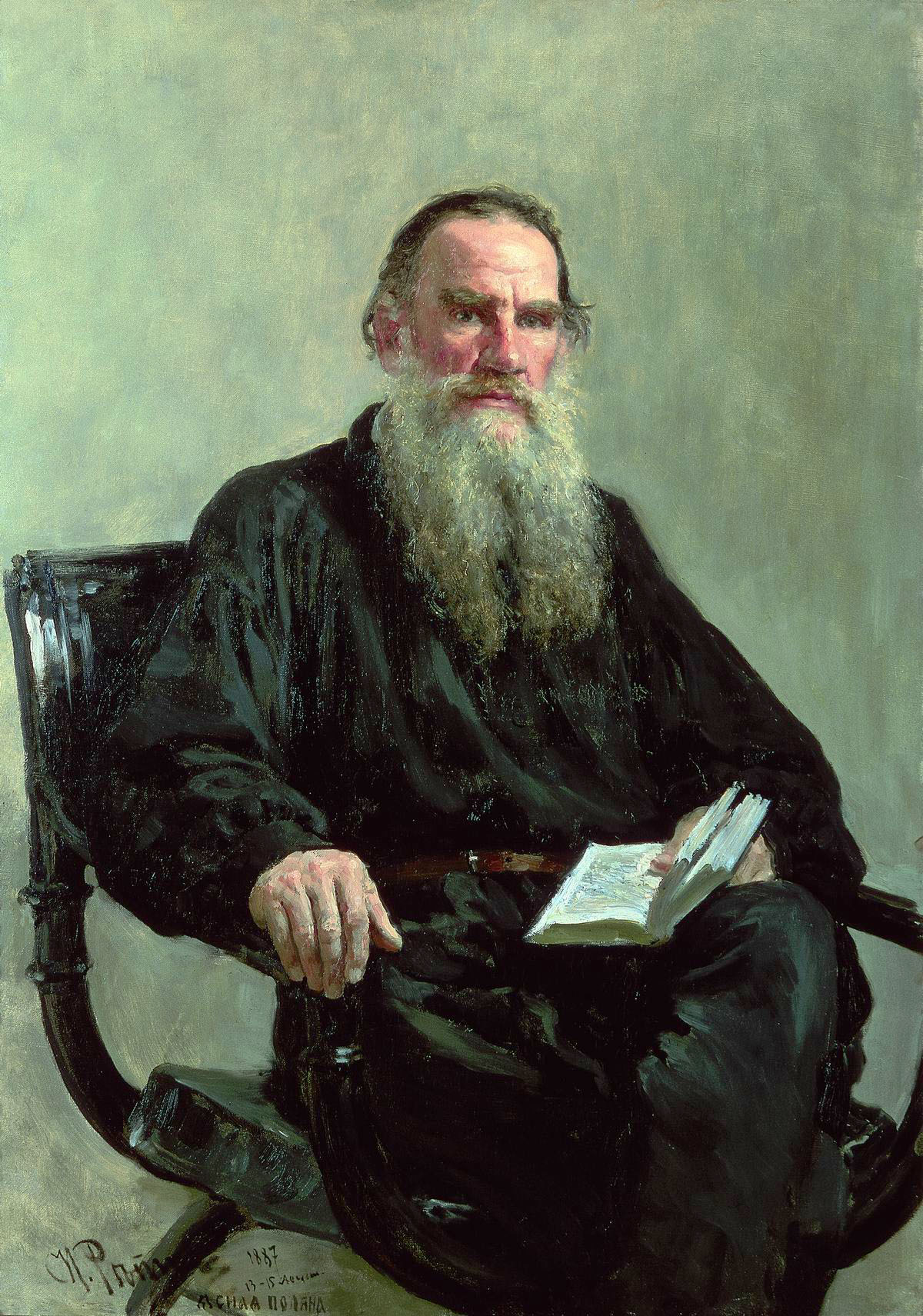
Lev Nikolajevič Tolstoj (* 9. září)

- 5. ledna – Stephan von Jovanovič, rakouský vojenský velitel († 8. prosince 1885)
- 24. leden – Ferdinand Cohn německý biolog († 25. červen 1898)
- 8. února – Jules Verne, slavný francouzský spisovatel († 24. března 1905)
- 12. února – George Meredith, anglický spisovatel viktoriánské éry († 18. května 1909)
- 14. února
  - Sisinio de Pretis, předlitavský státní úředník a politik († 15. prosince 1890)
  - Edmond About, francouzský spisovatel a novinář († 16. ledna 1885)
- 16. března – Pavol Dobšinský, slovenský kněz, folklorista, básník a spisovatel († 22. října 1885)
- 18. března – William Randal Cremer, anglický politik, pacifista, nositel Nobelovy ceny míru († 22. července 1908)
- 20. března – Henrik Ibsen, norský dramatik a básník († 23. května 1906)
- 28. března – Étienne Carjat, francouzský žurnalista, karikaturista a fotograf († 19. března 1906)
- 13. dubna – Josephine Butlerová, britská anglikánská aktivistka, feministka, sociální reformátorka († 30. prosince 1906)
- 21. dubna – Hippolyte Taine, francouzský filozof, historik a literární kritik († 5. března 1893)
- 23. dubna – Albert I. Saský, saský král († 19. června 1902)
- 24. dubna – Charles Nuitter, francouzský právník, dramatik a libretista († 24. února 1899)
- 1. května – Albert Marth, německý astronom († 5. srpna 1897)
- 2. května – Desiré Charnay, francouzský cestovatel, archeolog a fotograf († 24. října 1915)
- 5. května – Robert von Puttkamer, pruský politik († 15. března 1900)
- 8. května
  - Svatý Šarbel Machlúf, kněz, asketa působící na Středním východě († 24. prosince 1898)
  - Henri Dunant, první nositel Nobelovy ceny za mír († 30. října 1910)
- 12. května – Dante Gabriel Rossetti, anglický malíř a básník († 9. dubna 1882)
- 13. května – Alfred von Kremer, předlitavský orientalista, diplomat a politik († 27. prosince 1889)
- 28. května – Jindřich Habsbursko-Lotrinský, rakouský arcivévoda, vnuk císaře Leopolda II. († 30. listopadu 1891)
- 3. června – José Inzenga, španělský skladatel a folklorista († 28. června 1891)
- 2. července – Joseph Unger, předlitavský právní odborník a politik († 2. května 1913)
- 16. července – José Rodrigues, portugalský malíř († 19. října 1887)
- 24. července – Nikolaj Gavrilovič Černyševskij ruský spisovatel, filosof a revolucionář († 29. října 1889)
- 31. července
  - François-Auguste Gevaert, belgický hudební skladatel († 24. prosince 1908)
  - Wilfried Paulsen, německý šachový mistr († 6. února 1901)
- 5. srpna – Luisa Oranžsko-Nasavská, švédská a norská královna († 30. března 1871)
- 26. srpna – Adalbert Vilém Bavorský, bavorský princ z Wittelsbašské dynastie († 21. září 1875)
- 9. září – Lev Nikolajevič Tolstoj, ruský spisovatel a filosof († 20. listopadu 1910)
- 15. září – Alexandr Michajlovič Butlerov, ruský chemik († 17. srpna 1886)
- 6. října – Franz Obert, rakouský evangelický duchovní, spisovatel a politik († 9. září 1908)
- 4. listopadu – Ernest Hello, francouzský katolický spisovatel, překladatel a filosof († 14. července 1885)
- 9. listopadu – Dragan Cankov, bulharský politik († 24. března 1911)
- 17. listopadu – Valentin Paquay, belgický kněz, blahoslavený katolické církve († 1. ledna 1905)
- 7. prosince – Heinrich Karl von Haymerle, ministr zahraničí Rakouska-Uherska († 10. října 1881)
- 18. prosince – Viktor Rydberg, švédský spisovatel a básník († 21. září 1895)
- 23. prosince – Henri de Dion, francouzský konstruktér a inženýr († 13. dubna 1878)
- ? – Lotten von Düben, švédská portrétní fotografka († 1915)

## Úmrtí

### Česko
- 31. července – Jan Tachezzi, katolický duchovní a kanovník (* 1763)

### Svět

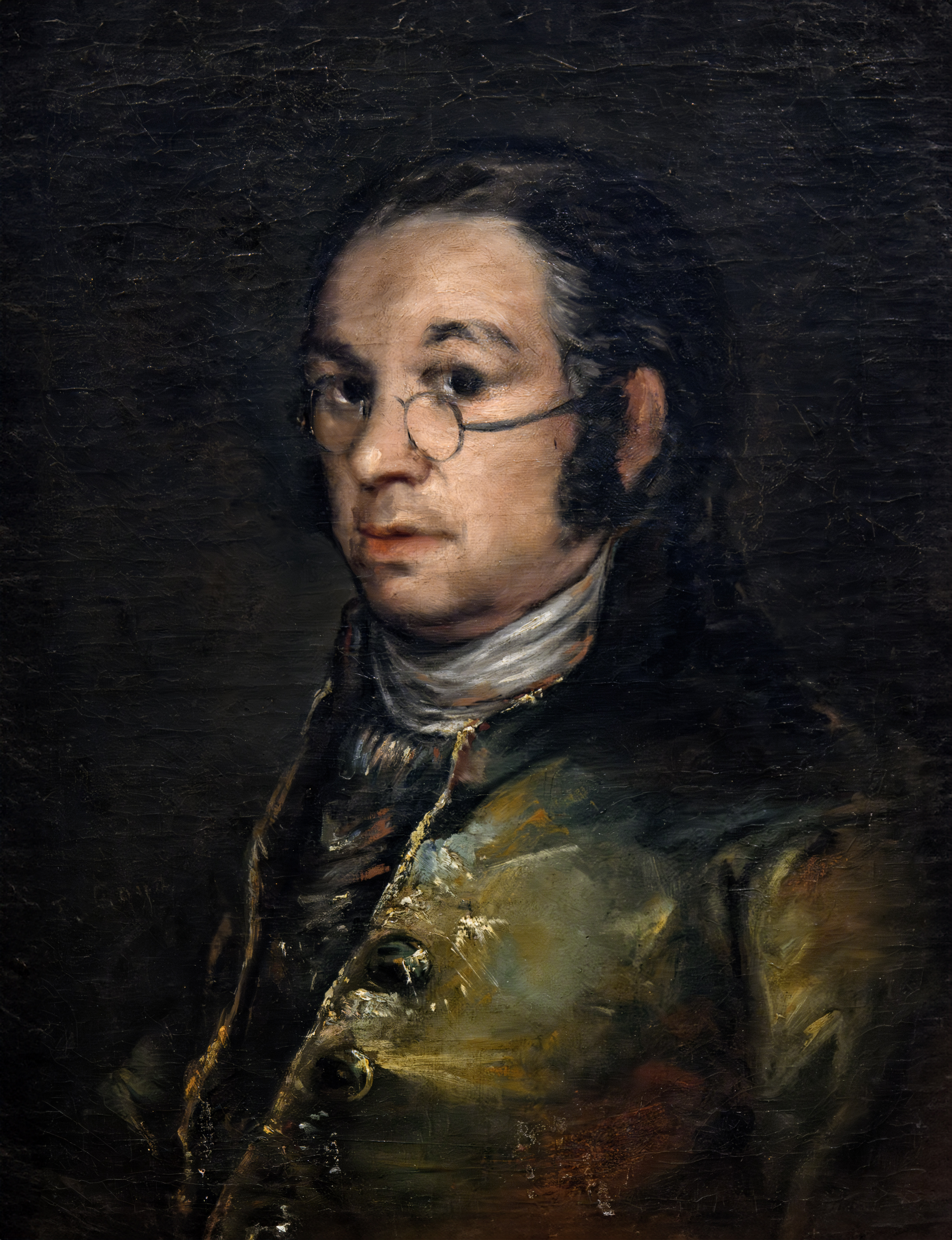
Francisco Goya († 16. dubna)

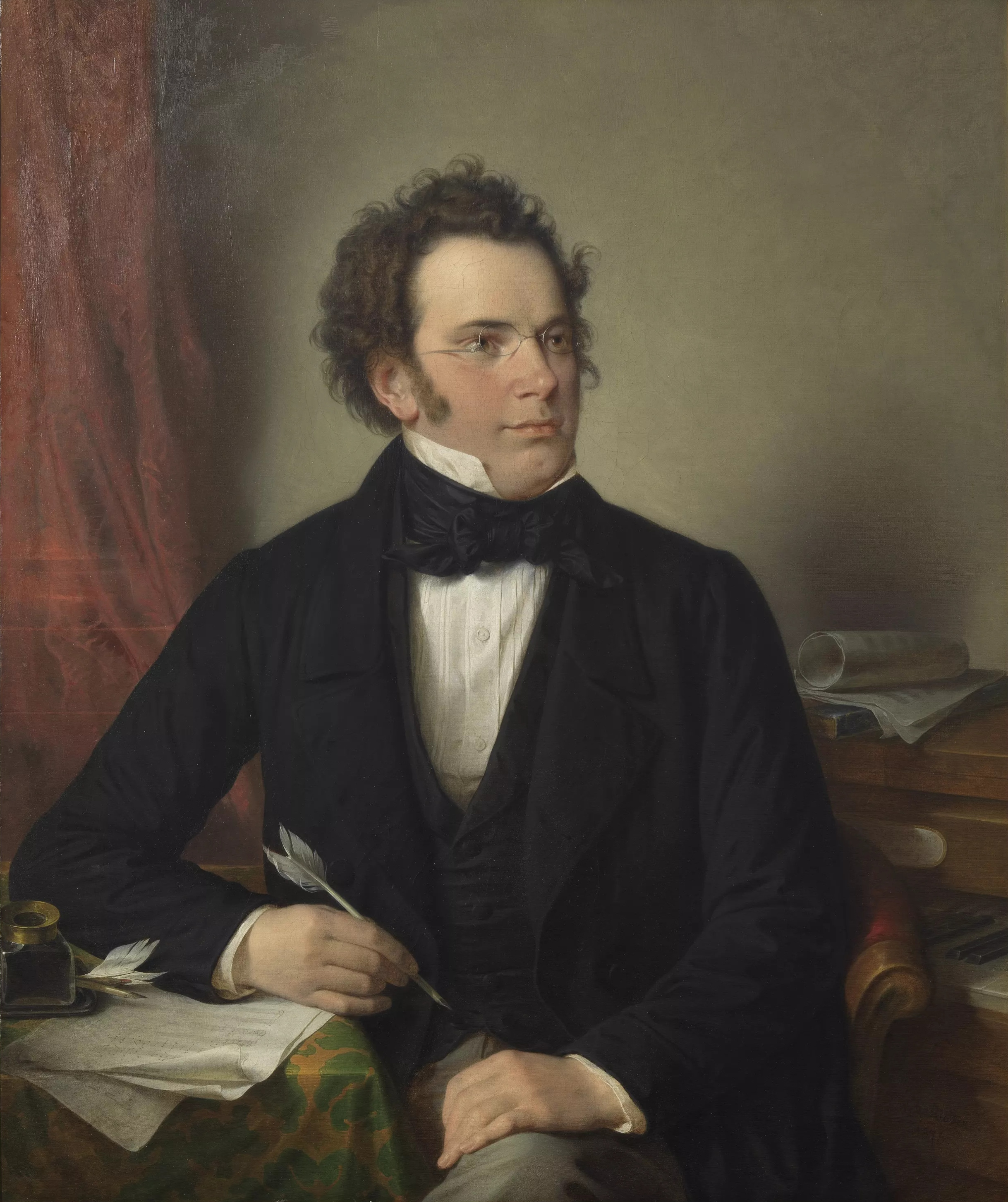
Franz Schubert († 19. listopadu)

- 16. ledna – Johann Samuel Ersch, německý encyklopedista (* 23. června 1766)
- 26. ledna – Caroline Lambová, anglická šlechtična a spisovatelka (* 13. listopadu 1785)
- 31. ledna – Alexandros Ypsilanti, řecký bojovník za nezávislost (* 12. prosince 1792),
- 16. dubna – Francisco Goya, španělský malíř (* 30. března 1746)
- 31. března – Ida Anhaltská, manželka oldenburského velkovévody Augusta I. (* 10. března 1804)
- 2. června – Leandro Fernandez de Moratín, španělský dramatik (* 10. března 1760)
- 10. června – Alexandre Jacques Bernard Law de Lauriston, francouzský generál a maršál (* 1. února 1768)
- 11. června – Dugald Stewart, skotský osvícenský filozof a matematik (* 22. listopadu 1753)
- 15. července – Jean-Antoine Houdon, francouzský sochař (* 20. března 1741)
- 8. srpna – Carl Peter Thunberg, švédský přírodovědec (* 11. listopadu 1743)
- 22. srpna – Franz Joseph Gall, německý lékař, anatom a zakladatel frenologie (* 9. března 1758)
- 4. září – Ludwig August von Fallon, rakouský generál, geodet a kartograf (* 27. listopadu 1776)
- 10. září – Antoine-François Andréossy, francouzský generál a politik (* 6. března 1761)
- 22. září – Čaka, král a sjednotitel Zulů (* 1787)
- 23. září – Richard Parkes Bonington, anglický malíř (* 25. října 1802)
- 13. října – Vincenzo Monti, italský básník (* 19. února 1754)
- 17. října – Matías de Córdova, guatemalský básník a kazatel (* 1768)
- 18. října – Michael von Kienmayer, rakouský generál (* 17. ledna 1755)
- 5. listopadu – Žofie Dorota Württemberská, manželka cara Pavla I. (* 25. října 1759)
- 19. listopadu – Franz Schubert, rakouský skladatel (* 31. ledna 1797)
- 22. listopadu – Rachel Jacksonová, manželka prezidenta USA Andrew Jacksona (* 15. června 1767)
- 4. prosince – Robert Jenkinson, britský státník (* 7. června 1770)
- 11. prosince – Sineperver Sultan, manželka osmanského sultána Abdulhamida I. a matka sultána Mustafy IV. (* 1761)
- 22. prosince
  - William Hyde Wollaston, anglický chemik a fyzik (* 6. srpna 1766)
  - Karl Mack von Leiberich, vojevůdce a podmaršálek rakouské armády (* 25. srpna 1752)
- ? – William Billingsley, anglický malíř porcelánu (* 1758)
- ? – Charles Sylvester, anglický chemik a vynálezce (* 1774)

## Hlavy států
- Francie – Karel X. (1824–1830)
- Království obojí Sicílie – František I. (1825–1830)
- Osmanská říše – Mahmut II. (1808–1839)
- Prusko – Fridrich Vilém III. (1797–1840)
- Rakouské císařství – František I. (1792–1835)
- Rusko – Mikuláš I. (1825–1855)
- Spojené království – Jiří IV. (1820–1830)
- Španělsko – Ferdinand VII. (1813–1833)
- Švédsko – Karel XIV. (1818–1844)
- USA – John Quincy Adams (1825–1829)
- Papež – Lev XII. (1823–1829)
- Japonsko – Ninkó (1817–1846)
- Lombardsko-benátské království – Rainer Josef Habsbursko-Lotrinský